# Cowspiracy
Cowspiracy: The Sustainability Secret és un documental del 2014, produït i dirigit per Kip Andersen i Keegan Kuhn. El documental explora l'impacte de la ramaderia a el medi ambient i investiga les polítiques de diferents organitzacions ambientals sobre aquest tema. Dins les organitzacions investigades a el documental es troben Greenpeace, Serra Club, Surfrider Foundation, i Rainforest Action Network.
El documental va ser finançat per IndieGoGo.

## Personatges entrevistats[1]
- Lisa Agabian (Sigui Shepherd Conservation Society)
- Manucher Alemi (Water Resources Departamen)
- Lindsey Allen (Rainforest Action Network)
- Kip Andersen (co-director)
- Will Anderson (Greenpeace)
- Deniz Bolbol (American Wild Horse)
- Heather Cooley (Pacific Institute)
- Kamyar Guivetchi (Water Resources Department)
- Bruce Hamilton (Serra Club)
- Susan Hartland (Sigui Shepherd Conservation Society)
- Michael Klaper (Doctor)
- Howard Lyman
- Demosthenes Maratos (Sustainability Institute)
- Txad Nelsen (Surfrider Foundation)
- Ann Notthoff (Natural Resources Defense Council)
- Richard Oppenlander (environmental researcher)
- lauren Ornelas (Food Empowerment Project)
- Michael Pollan
- William Potter
- Leila Salazar (Amazon Watch)
- Geoff Shester (Oceana)
- Kirk R. Smith (Environmental Health Sciences)

## Premis
Cowspiracy va guanyar el premi Audience Choice Award al festival de cine South African Eco Film.
1. ↑  «IMDb».
2. ↑  «Cowspiracy Wins Audience Choice Award» Arxivat 2015-04-16 a Wayback Machine.. The South African Eco Film Festival. 9 de abril de 2015. Consulta: 9 de abril de 2015. «Cowspiracy Wins Audience Choice Award». The South African Eco Film Festival, 09-04-2015 [Consulta: 9 abril 2015]. Arxivat 2015-04-16 a Wayback Machine.